# Cotas
Cotas is een plaats (freguesia) in de Portugese gemeente Alijó en telt 273 inwoners (2001).